# My Number
«My Number» —en español: «Mi número»— es una canción de la banda de rock británico Foals, lanzado como el segundo sencillo de su tercer álbum de estudio Holy Fire. La canción debutó en vivo el 13 de noviembre de 2012 durante la actuación de la banda en Later... with Jools Holland. Un mes después de la fecha, que debutó la versión del álbum de Zane Lowe de BBC Radio 1 el 13 de diciembre, y luego lo publicó a través de su página de YouTube más tarde el mismo día. Unos días más tarde, el sencillo fue lanzado digitalmente en Australia el 17 de diciembre de 2012. El video musical se estrenó el 23 de enero de 2013.
La canción alcanzó el número 23 en la lista UK Singles Chart para convertirse en su trazado más alto solo hasta la fecha. La canción se utiliza en UEFA Champions League: Extra Time de ITV cuando se muestra la clasificación del grupo.
La portada del sencillo por Leif Podhajsky.

## Lista de canciones
Promo CD (Reino Unido de 2 Canciones)

| N.º | Título                      | Duración |  |
| 1.  | «My Number» (radio edit)    |          |  |
| 2.  | «My Number» (álbum versión) |          |  |

Sencillo de 7"

| N.º | Título                                                 | Duración |  |
| 1.  | «My Number»                                            |          |  |
| 2.  | «My Number» (Totally Enormous Extinct Dinosaurs Remix) |          |  |

Sencillo de 7" (Record Store Day)

| N.º | Título      | Duración |  |
| 1.  | «My Number» |          |  |
| 2.  | «Bluebird»  |          |  |

Sencillo de 7" (Holy Fire Record Store Day – Edición Oro colorado)

| N.º | Título                                    | Duración |  |
| 1.  | «My Number (Friendly Fires Remix – Edit)» |          |  |
| 2.  | «Bluebird»                                |          |  |

## Posicionamiento en listas
| Listas (2013)                                | Mejor posición |
| -------------------------------------------- | -------------- |
| Australia (ARIA)                             | 98             |
| Bélgica (Ultratop Flanders)                  | 45             |
| Bélgica (Ultratip Wallonia)                  | 35             |
| Francia (SNEP)                               | 38             |
| Irlanda (IRMA)                               | 51             |
| Países Bajos (Mega Single Top 100)           | 83             |
| Escocia (Scottish Singles Sales Chart)       | 25             |
| UK Singles Chart (Official Charts Company)   | 23             |
| Estados Unidos Alternative Songs (Billboard) | 23             |
| Venezuela Pop/Rock General (Record Report)   | 32             |